# 岡村英莉
岡村 英莉（おかむら えり、10月17日 - ）は、福岡県出身の女優、タレント、ドライバー、レースクイーン。血液型はAB型。スリーサイズはB80、W59、H88。
桜美林大学総合文化学科演劇主専攻卒業。丸の内OL(広報室所属)の経歴を持つ。

## 人物
- 趣味:モータースポーツ、美少女研究、アニメ鑑賞
- 特技:サーキット走行・水泳・フットサル他スポーツ全般
- 免許:JAF国内A級ライセンス、SLカートライセンス、普通自動車第一種免許
- 元女子カート部(JKB)メンバーで、レギュラードライバーLELS（Love Earth, Love Speed)として活動していたが2013年卒業し独立。
- 現在タレント活動と平行し、四輪レースの女性ドライバーとして活動中である。
- テレビ東京の番組企画にて3カ月で解散するアイドル企画に参加。「最年長メンバーでレーシングドライバー」という肩書きの珍しさから注目を集める。
- 2013年よりレーシングカートの実況アナウンサーの仕事を始める。始めたきっかけは本人曰く、「アイドル企画でのゲーム実況体験から」とブログで語っている。

## レースクイーン
- スーパー耐久『RSオガワ』レースクイーン（2008年）
- 鈴鹿8耐『石垣島マグロレーシングwith海人』レースクイーン（2009年）
- 全日本ロードレース『GBSレーシング』レースクイーン（2011年）
- スーパー耐久『TRACY SPORTS』レースクイーン（2012年）
- ETCC.CCJ『TEAM FKR』レースクイーン

## 出演

### テレビ
- 「こたえてちょーだい!」（フジテレビ系）
- 「デジドル＠DEEP」（スカパー）
- 「デジドルEXPO」（スカパー）
- 「Car☆Xs」（テレビ埼玉）
- 「孤独のグルメ」 Season3 第5話 （2013年8月7日、テレビ東京） - カップル・女 役
- 「ドリーム2クリエイター」（テレビ東京）

### ラジオ
- 「ガールズサイド(仮)」パーソナリティ(さいたまCityFM/FM KAZU)
- 「岡村英莉のおかえりステーション！」（日野エフエム）
- 「村山ひとしのキャラリンっぱ！」（かつしかFM）

### 雑誌
- ホリデーオート
- ベストカー
- ジャパンカート
- 週刊女性
- アームズマガジン
- REV SPEED

### CD
- 「記憶はいつまでも君に残る」（ワンクールアイドル閃光花火）

### WEB
- WEBTV TEPCOひかりコンテンツCASTY「ひかり荘」
- ハンゲームLive！（ニコニコチャンネル）
- トーキョーガールズアパートメント（ニコニコチャンネル）

### ステージ
- 東京女子荘劇場vol.1(2015年6月1日：Egg-man tokyo east)[2] - 東京女子荘 - うてなまりえ、三好心と共演